# Rancho Santa Margarita
Rancho Santa Margarita ist eine Stadt im Orange County im US-Bundesstaat Kalifornien, Vereinigte Staaten, mit 47.949 Einwohnern (Stand: 2020). Die geographischen Koordinaten sind: 33,64° Nord, 117,60° West. Das Stadtgebiet hat eine Größe von 31,9 km².